# Carter Woods
Carter Woods, né le 21 décembre 2001, est un coureur cycliste canadien, spécialiste de VTT cross-country et de cyclo-cross.

## Palmarès en VTT

### Championnats du monde
- Mont Sainte-Anne 2019
  - 4e du cross-country juniors

### Coupe du monde
- Coupe du monde de cross-country espoirs
  - 2021 : 4e du classement général, vainqueur de deux manches
  - 2022 : 2e du classement général, vainqueur d'une manche
  - 2023 : 3e du classement général, vainqueur de deux manches

- Coupe du monde de cross-country short-track espoirs
  - 2023 : 2e du classement général, vainqueur d'une manche

- Coupe du monde de cross-country
  - 2024 : 48e du classement général

- Coupe du monde de cross-country short-track
  - 2024 : 38e du classement général

### Championnats panaméricains
- Congonhas 2023
  -  Médaillé d'or du relais mixte

### Championnats nationaux
- 2023
  -  Champion du Canada de cross-country

## Palmarès en cyclo-cross
- 2018-2019
  -  Champion du Canada de cyclo-cross juniors
  -  Médaillé de bronze du championnat panaméricain de cyclo-cross juniors